# KF Vllaznia Shkodër
Maillots
Le Klubi i futbollit Vllaznia Shkodër est un club albanais de football basé à Shkodër.

## Historique
- 1919 : fondation du club sous le nom de KS Bashkimi Shkodër
- 1929 : le club est renommé Bashkimi Shkodran
- 1930 : 1re participation à la 1re division
- 1935 : le club est renommé KS Vllaznia Shkodër
- 1950 : le club est renommé KS Shkodër
- 1951 : le club est renommé Puna Shkodër
- 1958 : le club est renommé KS Vllaznia Shkodër
- 1978 : 1re participation à une Coupe d'Europe (C1, saison 1978/79)
- 2002 : le club est renommé FK Vllaznia Shkodër
- 2008 : le club est renommé KF Vllaznia Shkodër

## Effectif professionnel actuel

### Equipe première
Le premier tableau liste l'effectif de l'équipe première du KF Vllaznia Shkodër pour la saison 2022-2023 et le second récapitule les prêts effectués par le club lors de cette même saison.

## Bilan sportif

### Palmarès
- Championnat d'Albanie
  - Champion : 1945, 1946, 1972, 1974, 1978, 1983, 1992, 1998 et 2001.
  - Vice-champion : 1932, 1933, 1936, 1937, 1947, 1949, 1975, 1997, 1999, 2003, 2009, 2021 et 2025
- Championnat d'Albanie de deuxième division
  - Champion : 1957 et 1962
- Coupe d'Albanie
  - Vainqueur : 1965, 1972, 1979, 1981, 1987, 2008, 2021 et 2022.
  - Finaliste : 1966, 1968, 1970, 1986, 1999, 2006 et 2010.
- Supercoupe d'Albanie
  - Vainqueur : 1998 et 2001.
  - Finaliste : 1992, 2008 et 2021.

### Bilan européen
Légende
- Victoire ou qualification pour le tour suivant
- Match nul
- Défaite ou élimination de la compétition

Note : dans les résultats ci-dessous, le score du club est toujours donné en premier
| Saison    | Compétition               | Tour              | Club                    | Domicile | Extérieur | Total  |
| --------- | ------------------------- | ----------------- | ----------------------- | -------- | --------- | ------ |
| 1978-1979 | Coupe des clubs champions | Premier tour      | Austria Vienne          | 2 - 0    | 1 - 4     | 3 - 4  |
| 1987-1988 | Coupe des coupes          | Premier tour      | Sliema Wanderers        | 2 - 0    | 4 - 0     | 6 - 0  |
| 1987-1988 | Coupe des coupes          | Deuxième tour     | RoPS Rovaniemi          | 0 - 1    | 0 - 1     | 0 - 2  |
| 1991-1992 | Coupe UEFA                | Premier tour      | AEK Athènes             | 0 - 1    | 0 - 2     | 0 - 3  |
| 1998-1999 | Ligue des champions       | Tour préliminaire | Dinamo Tbilissi         | 3 - 1    | 0 - 3     | 3 - 4  |
| 1999-2000 | Coupe UEFA                | Tour préliminaire | Spartak Trnava          | 1 - 1    | 0 - 2     | 1 - 3  |
| 2000      | Coupe Intertoto           | Premier tour      | Nea Salamina Famagouste | 1 - 2    | 1 - 4     | 2 - 6  |
| 2001-2002 | Ligue des champions       | Premier tour Q    | KR Reykjavik            | 1 - 0    | 1 - 2     | 2E - 2 |
| 2001-2002 | Ligue des champions       | Deuxième tour Q   | Galatasaray SK          | 1 - 4    | 0 - 2     | 1 - 6  |
| 2003-2004 | Coupe UEFA                | Tour préliminaire | Dundee FC               | 0 - 2    | 0 - 4     | 0 - 6  |
| 2004      | Coupe Intertoto           | Premier tour      | Hapoël Beer-Sheva       | 1 - 2    | 3 - 0     | 4 - 2  |
| 2004      | Coupe Intertoto           | Deuxième tour     | Slaven Belupo           | 2 - 0    | 0 - 1     | 2 - 1  |
| 2007      | Coupe Intertoto           | Premier tour      | NK Zagreb               | 1 - 0    | 1 - 2     | 2E - 2 |
| 2007      | Coupe Intertoto           | Deuxième tour     | Trabzonspor             | 0 - 4    | 0 - 6     | 0 - 10 |
| 2008-2009 | Coupe UEFA                | Premier tour Q    | FC Koper                | 0 - 0    | 2 - 1     | 2 - 1  |
| 2008-2009 | Coupe UEFA                | Deuxième tour Q   | SSC Naples              | 0 - 3    | 0 - 5     | 0 - 8  |
| 2009-2010 | Ligue Europa              | Premier tour Q    | Sligo Rovers            | 1 - 1    | 2 - 1     | 3 - 2  |
| 2009-2010 | Ligue Europa              | Deuxième tour Q   | Rapid Vienne            | 0 - 3    | 0 - 5     | 0 - 8  |
| 2011-2012 | Ligue Europa              | Premier tour Q    | Birkirkara FC           | 1 - 1    | 1 - 0     | 2 - 1  |
| 2011-2012 | Ligue Europa              | Deuxième tour Q   | FC Thoune               | 0 - 0    | 1 - 2     | 1 - 2  |
| 2021-2022 | Ligue Europa Conférence   | Premier tour Q    | Široki Brijeg           | 3 - 0    | 1 - 3     | 4 - 3  |
| 2021-2022 | Ligue Europa Conférence   | Deuxième tour Q   | AEL Limassol            | 0 - 1    | 0 - 1     | 0 - 2  |
| 2022-2023 | Ligue Europa Conférence   | Deuxième tour Q   | Universitatea Craiova   | 1 - 1    | 0 - 3     | 1 - 4  |
| 2023-2024 | Ligue Europa Conférence   | Premier tour Q    | Linfield FC             | 1 - 0    | 1 - 3     | 2 - 3  |
| 2024-2025 | Ligue Conférence          | Premier tour Q    | Valur Reykjavik         | 0 - 4    | 2 - 2     | 2 - 6  |
| 2025-2026 | Ligue Conférence          | Premier tour Q    | BFC Daugavpils          | 0 - 1    | 4 - 2     | 4 - 3  |
| 2025-2026 | Ligue Conférence          | Deuxième tour Q   | Víkingur Reykjavik      | 2 - 1    | 2 - 4 ap  | 4 - 5  |

1. ↑  Initialement une défaite 1-0 avant d'être changé en défaite sur tapis vert sur le score de 3-0 du fait d'une erreur dans le protocole du Vllaznia Shkodër[7].
2. ↑  Initialement une victoire 1-0 avant d'être changé en victoire sur tapis vert sur le score de 3-0, l'Hapoël ayant aligné un joueur inéligible.

## Logos de l'histoire du club

Logo no 1
Logo no 2
Logo no 3

## Anciens joueurs
- Loro Boriçi
- Klodian Duro
- Edi Martini
- Hamdi Salihi
- Vioresin Sinani
- Rudi Vata
- Medin Zhega
- Hysen Zmijani
- Amarildo Belisha
- Ilir Kepa (en)

## Stade Loro-Boriçi
L'équipe joue actuellement dans le Stade Loro-Boriçi qui peut accueillir 16 000 spectateurs.